# Serra de la Moretona
La Serra de la Moretona és una serra situada al municipi de Moià a la comarca del Moianès, amb una elevació màxima de 714 metres.